# Christopher Marlowe
Christopher Marlowe (26 tháng 2 năm 1564 – 30 tháng 5 năm 1593) – nhà thơ, dịch giả, nhà viết kịch Anh, một trong những nhà viết kịch lớn nhất thời đại Elizabeth và là người tiền nhiệm xuất sắc nhất của William Shakespeare. Marlowe là một tài năng xuất chúng không chỉ ở lĩnh vực thơ và kịch mà còn là người tham gia vào nhóm các nhà triết học hoài nghi về sự bất tử của linh hồn con người.

## Tiểu sử
Marlowe sinh ngày 26 tháng 2 năm 1564 ở Canterbury. Bố là thợ đóng giày. Học phổ thông ở Canterbury rồi học Corpus Christi College, Cambridge và nhận bằng cử nhân văn chương năm 1584, bằng thạc sĩ năm 1587.
Sau khi nhận bằng thạc sĩ, Marlowe đến London tham gia vào nhóm các nhà viết kịch chuyên nghiệp đầu tiên của nước Anh cùng với John Lyly, Robert Greene, Thomas Lodge... Marlowe mang đến London bản thảo phần đầu của bi kịch Tamburlaine được sáng tác từ những ngày còn ở Cambridge. Cuộc đời sóng gió của Marlowe được thể hiện trong nhiều tác phẩm của ông. Bản tính nóng nảy và thẳng thắn khiến cho ông có không ít kẻ thù. Ngày 30 tháng 5 năm 1593 Marlowe bị giết chết trong một quán rượu ở thị trấn Deptford, gần London trong cái độ tuổi đang dồi dào sức sáng tạo.
Vở kịch nổi tiếng nhất của Marlowe là Tamburlaine về cuộc đời của bạo chúa Timur. Đây là bi kịch xuất sắc đầu tiên của Anh được viết bằng một thể thơ không vần được mô phỏng và trích dẫn trong suốt nhiều thập kỷ sau đó. Tamburlaine mở đầu một thời kỳ mới của nền kịch nghệ Anh.
Cái chết nhiều bí ẩn của Marlowe cũng như nhiều giai thoại về những sáng tác của William Shakespeare khiến nhiều nhà nghiên cứu cho rằng nếu quả thực đã từng có một Shakespeare thì ông đã vay mượn cũng như hoàn thành nhiều vở kịch mà Marlowe còn viết dở. Họ chứng minh rằng đa số sáng tác của William Shakespeare chỉ ra đời sau khi Marlowe đã chết. Tuy nhiên, chưa có ai đưa ra được bằng chứng gì cụ thể.

## Tác phẩm
Kịch:
- Dido, Queen of Carthage, 1583
- Tamburlaine, 1587
- Doctor Faustus, 1588-1589
- The Jew of Malta, 1589
- Edward II, 1592
- The Massacre at Paris, 1593

Thơ:
- Translation of Lucan's Pharsalia (kh. 1582)
- Translation of Ovid's Amores (kh. 1582)
- The Passionate Shepherd to His Love (1590-е)
- Hero and Leander (kh. 1593, George Chapman hoàn thành 1598)